# آلبرت اوکسیپ
آلبرت اوکسیپ (انگلیسی: Albert Üksip؛ ۸ دسامبر ۱۸۸۶–۱۰ اوت ۱۹۶۶) هنرپیشه و گیاه‌شناس اهل کشور استونی بود.